# Clopoțica și Zâna Pirat
Clopoțica și Zâna Pirat (titlul original The Pirate Fairy) este un film fantastic, de aventură, de animație regizat de Peggy Holmes. Este cel de-al cincilea film din seria de pe DisneyToon Studios' cu Clopoțica, bazat pe personajul Clopoțica adus la viață în cartea lui J. M. Barrie ,Peter și Wendy. Filmul prezintă o paletă de actori ce interpretează vocile personajelor, printre care îi amintim pe Mae Whitman, revenind în rolul Clopoțicii , Christina Hendricks în rolul noii zâne Zarina, și Tom Hiddleston în rolul lui James Hook. Filmul a fost lansat și pe DVD în SUA, dar și în România.

## Acțiune
Cea mai nouă și mai veselă aventură din lumea magică a zânelor Disney, „Clopoțica si Zâna Pirat” se concentrează în jurul energicei și ambițioasei Zarina, una dintre zânele păstrătoare ale prafului magic albastru, care le ajută pe zâne să zboare. Cand ideile ei îndrăznețe îi provoacă încurcături, Zarina fură pulberea fermecată și părăsește Valea Ielelor, unindu-și forțele cu pirații din Skull Rock și conducătorul lor, James, care va fi cunoscut curând drept Căpitanul Hook. Aflate în pericol de a nu mai putea zbura, Clopoțica și prietenele ei zâne se hotărăsc să plece în călătorie, pentru a recupera atât praful prețios, cât și pe Zarina.

## Distribuție
Azi este avanpremiera filmului "Clopoțica și zâna pirat", în care am avut prilejul să dublez o parte din cântecele de pe coloana sonoră.Abia aștept să înceapă filmul!" 
- Mae Whitman -Tinker Bell[5]
- Tom Hiddleston -James[5]
- Christina Hendricks -Zarina[5]
- Megan Hilty -Rosetta[9]
- Lucy Liu -Boare-Argintie [9]
- Raven-Symoné -Iridessa[9]
- Anjelica Huston -Regina Clarion[9]
- Carlos Ponce -Bontio[10]

## Coloana sonoră
Melodiile vor fi interpretate de Natasha Bedingfield, prima melodie fiind "Who I Am".

## Dublajul în română
Pe canalul oficial Walt Disney România a fost încărcat trailerul în limba română al filmului pe 26 ianuarie 2014. Printre vocile care au realizat dublajul se numără Ionuț Grama în rolul lui James și actrița de 27 de ani, Dana Marineci în rolul Zarinei.
În limba româna vedeta aleasă, ce interpretează melodiile de pe coloana sonoră este fosta concurentă de la Vocea României, Georgia Dascălu, cea care a ajuns până în saptamâna a 3-a din live-uri, în echipa lui Horia Brenciu. Artista a terminat de înregistrat melodiile în doar 2 zile, cei de la studioul de dublaj fiind foarte mulțumiți de prestația acesteia, informează Click!.